# Nika Mühl
Nika Mühl (Zagreb, Croacia; 9 de abril de 2001) es una baloncestista profesional croata. Ella juega en la posición de base para el equipo de Seattle Storm de la Women's National Basketball Association (WNBA).
Jugó baloncesto universitario en UConn de 2020 a 2024. Mientras estaba en la universidad, fue nombrada dos veces Jugadora Defensiva del Año de la Big East Conference. Terminó su carrera en UConn como líder de asistencias de todos los tiempos de la escuela. También tiene el récord escolar de más asistencias en una temporada y en un solo juego.
Fue seleccionada con la selección número 14 del Draft de la WNBA de 2024 por las Seattle Storm.